# Saint-Hilaire-le-Château
Saint-Hilaire-le-Château ist eine Gemeinde im Zentralmassiv in Frankreich. Sie gehört zur Region Nouvelle-Aquitaine, zum Département Creuse, zum Arrondissement Guéret und zum Kanton Ahun. 

## Geographie
Sie grenzt im Norden an Sardent und La Chapelle-Saint-Martial, im Osten an Saint-Georges-la-Pouge und La Pouge, im Süden an Vidaillat, im Südwesten an Soubrebost sowie im Westen an Pontarion. Der Taurion tangiert Saint-Hilaire-le-Château im Süden. Auf dessen rechten und nördlichen Seite nimmt er in der Gemeindegemarkung die Gosne und den Ruisseau de Vavette auf. Letzterer bildet unweit der Mündung zwei kleine Seen.

## Bevölkerungsentwicklung

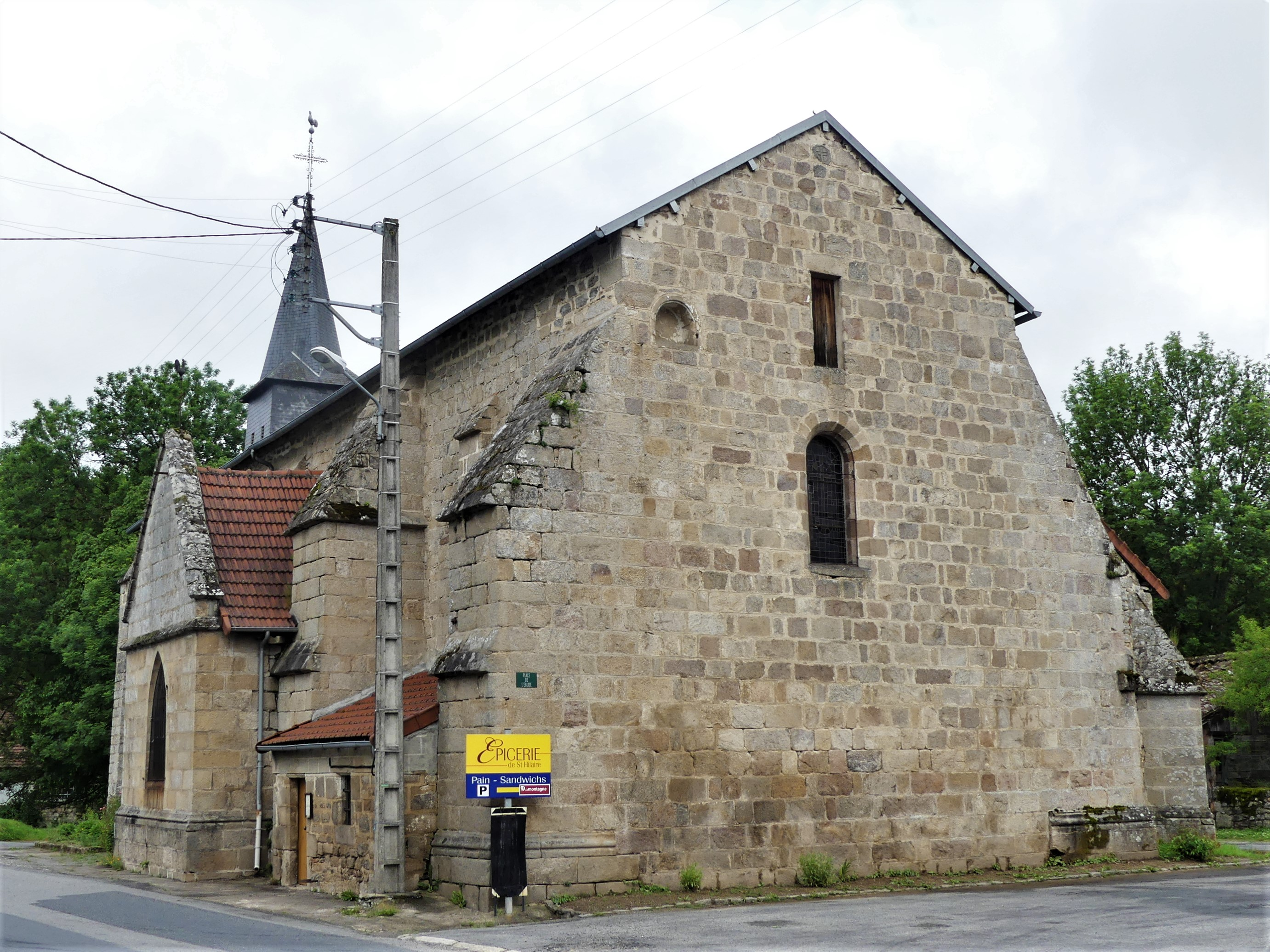
Kirche Saint-Hilaire-et-Saint-Gervais

| Jahr      | 1962 | 1968 | 1975 | 1982 | 1990 | 1999 | 2012 |
| --------- | ---- | ---- | ---- | ---- | ---- | ---- | ---- |
| Einwohner | 447  | 418  | 356  | 352  | 296  | 276  | 274  |